# György Mitró
György Mitró (n. 6 martie 1930, Nyíregyháza, Ungaria – d. 4 ianuarie 2010, Budapesta, Ungaria) a fost un înotător ce a reprezentat Ungaria, medaliat olimpic. A participat la o ediție a Jocurilor Olimpice (1948) în care a câștigat o medalie de argint și o medalie de bronz.